# Capitan Harlock (film)
Capitan Harlock (キャプテンハーロック -SPACE PIRATE CAPTAIN HARLOCK-?, Captain Harlock: Space Pirate Captain Harlock) è un film d'animazione del 2013 diretto da Shinji Aramaki.
La pellicola, basata sull'omonimo manga di Leiji Matsumoto, è stata realizzata in computer grafica con la tecnica motion capture e sceneggiata da Harutoshi Fukui (l'autore della light novel da cui è stata tratta la serie OAV Mobile Suit Gundam Unicorn).
Il film è stato distribuito nei cinema giapponesi a partire dal 7 settembre 2013, mentre in Italia è stato presentato fuori concorso alla 70ª Mostra internazionale d'arte cinematografica di Venezia ed è uscito nei cinema il 1º gennaio 2014, distribuito da Lucky Red.

## Trama
Nel 2977 l'universo è popolato da 500 miliardi di esseri umani, discendenti da coloro che vennero esiliati dalla Terra. Il pianeta Terra, che tutti considerano "la casa", ora è controllato dalla Coalizione Gaia, un'entità sovranazionale decadente e corrotta che governa dittatorialmente tutto il genere umano. L'incrociatore Arcadia, comandato dal misterioso pirata dello spazio, Capitan Harlock, è ormai diventato l'ultima speranza di liberare l'umanità dal giogo di Gaia: dalla Coalizione parte quindi il progetto di infiltrarsi nell'astronave per uccidere Harlock. Il prescelto per compiere tale difficile compito è un ragazzo di nome Yama, fratello minore dello spietato e ambizioso comandante Ezra.
Durante una sosta su un pianeta non specificato, ma di formazione rocciosa, quattro uomini, tra cui Yama, si avvicinano all'Arcadia chiedendo di essere arruolati, ma vengono informati che solo uno di loro potrà unirsi all'equipaggio. A questo punto vengono sottoposti dal primo ufficiale Yattaran a una semplice domanda attitudinale: "Che cosa ti spinge a chiedere di essere arruolato?", il primo risponde "l'onore", e viene lasciato cadere dalla nave, il secondo risponde "i soldi", e anche costui viene eliminato, mentre il terzo, terrorizzato, cade senza dare risposta. Quando gli viene posta la domanda, Yama esita per un attimo, ma poi risponde "la libertà", e viene arruolato. Durante un assalto a una nave, il giovane ha modo di dimostrare le sue ottime capacità di artigliere, mostrando una grande manualità con le armi da fuoco. Si scopre che la nave fa parte della flotta della Coalizione Gaia e a Yama viene impiantato un analizzatore a raggi infrarossi sull'occhio destro, per dargli la possibilità di scoprire il funzionamento dei leggendari macchinari dell'Arcadia. Un membro degli assaltatori della nave pirata, credendolo alle strette, elimina la guardia che lo stava istruendo sul da farsi. Una volta tornati a bordo, Yattaran spiega a Yama il funzionamento del sistema di auto-rigenerazione della nave e gli accenna quasi per errore al funzionamento del motore a Darkmatter, una fonte di energia che vive in simbiosi con il Capitano. In seguito si scopre che Harlock è perfettamente a conoscenza dello scopo per cui il ragazzo è lì, e mentre parla con la nibelunga Meeme dice di aspettare "un miracolo".
È arrivato il momento di posizionare "la novantanovesima", cioè la penultima della serie di bombe a vibrazione che l'equipaggio dell'Arcadia sta posizionando in diversi punti del cosmo. Tali punti, chiamati "nodi temporali" fungono da tappi in punti in cui il continuum spazio-temporale è più labile, e su di essi vi è quindi concentrato un enorme quantitativo di energia, che serve a tenere salda la coerenza dello spazio-tempo: facendoli esplodere si creerebbe un'enorme esplosione a catena, che bucherebbe il continuum creando un paradosso spazio-temporale, e senza più nulla che regoli il continuum, l'Universo tornerebbe quindi all'originario "nulla": sarebbe come se niente di tutto ciò che ha generato la realtà che loro conoscono fosse mai successo, si ripartirebbe da capo. Il ragazzo, però, ancora non sa tutto questo, e si offre volontario per posizionare la bomba assieme all'ufficiale Yuki. Mentre sono impegnati ad armeggiare con i circuiti si sentono violenti scossoni, e poco dopo si rendono conto di essere sulla groppa di un gigantesco mostro spaziale. Nel caos del momento Yama, avendo scorto una navicella giunta dall'Arcadia, ne approfitta per spingere Yuki giù dalla piattaforma, e la ragazza viene salvata da Yattaran, che comanda un grosso braccio meccanico. Yuki è dubbiosa sul fatto che la colpa di aver fatto cadere il ragazzo nella fossa dei gas e di averlo fatto irrimediabilmente incastrare sia sua. Tutti (eccetto la stessa Yuki) vorrebbero abbandonare il giovane, ma il Capitano non è dello stesso avviso, infatti dopo aver messo una mascherina si lancia nel vuoto per andare a recuperare il disperso.
Dopo aver salvato il ragazzo, Harlock sta cercando di far ripartire la navicella, leggermente incastrata, ma Yama gli punta una pistola alla testa. Dopo avergli chiesto cosa lo spinga a farlo, il capitano gli dice che se è salito su quella nave cercando la libertà, potrà ottenerla solo lottando contro le catene che lo opprimono. Il ragazzo si redime e aiuta il capitano ad azionare la navicella, cosicché i due riescono a salvarsi. L'intera flotta della Coalizione Gaia si mette in movimento per distruggere l'Arcadia e il suo equipaggio che stanno facendo rotta sulla Terra per collocare il centesimo detonatore. Con un intricato sistema di ologrammi, però, i pirati riescono a eludere tutti gli attacchi, compreso quello del famigerato Kaleido Star-System, un'arma micidiale capace di spazzare via una Galassia grazie alla potenza delle Stelle di Neutroni. Una volta sconfitta la flotta, viene catturato il comandante Ezra, che una volta resosi conto della redenzione del fratello e dell'ammirazione e stima che scopre esserci tra i membri dell'equipaggio, si dice molto deluso dall'operato di Yama.
Una volta che l'Arcadia raggiunge la Terra, Yama e il resto dell'equipaggio vedono il vero aspetto della Terra, cioè una landa desolata e arida completamente ricoperta di getti di materia oscura, camuffata con dei satelliti olografici. A questo punto Ezra e la nibelunga Meeme raccontano a Yama e al resto dell'equipaggio la vera storia del famigerato Capitan Harlock: cento anni fa, quando la Coalizione Gaia dichiarò la Terra un inviolabile luogo sacro, Harlock fu messo al comando di quattro navi inarrestabili alimentate dalla tecnologia dei Nibelunghi (l'unica razza aliena entrata in contato con l'umanità, ormai sull'orlo dell'estinzione) per proteggere la Terra e impedirne la ricolonizzazione. Un giorno sulla Terra, alcuni diplomatici della Coalizione Gaia dovettero immigrare sulla Terra per questioni legate alla pace. Harlock, vedendo questo gesto come un tradimento, si rivolto contro la Coalizione, e al comando dell'Arcadia attacco le altre tre navi. Nella battaglia che ne seguì, Harlock perse un occhio e il suo miglior amico morì. Con le spalle al muro, Harlock ordinò a Meeme l'apertura del motore a Darkmatter, per rivestire la Terra di materia oscura in modo da renderla un luogo davvero inviolabile. Ma il risultato non fu quello sperato: la materia oscura distrusse tutta la superficie del pianeta e rendendo l'ambiente della Terra inabitabile. L'Arcadia sopravvisse ma cambiata, con Harlock divenuto un pirata immortale. Ezra e Meeme concludono che il vero scopo di Harlock sia quello di far esplodere contemporaneamente i "nodi temporali" per dare il via a una reazione a catena che distruggerebbe l'intero universo; Yama e l'intero equipaggio rimangono sconvolti dalla scoperta.
Yama, ferito per la scoperta e deluso dall'operato e dalle idee del Capitano, che fino a poco fa considerava come una guida, torna dalla parte della Coalizione Gaia e aiuta i soldati a mettere a ferro e fuoco l'Arcadia. Solo dopo aver fatto ciò, Ezra lo informa della morte di Nami, una ragazza che amava, ma di cui però era innamorato anche lo stesso Ezra. In realtà la ragazza era tenuta in vita da una macchina, a causa dello stesso incidente che aveva fatto perdere le gambe a Ezra, causato dallo stesso Yama nella serra della madre. Ezra, in realtà, dopo un alterco con la ragazza aveva tolto l'energia alla macchina che teneva in vita Nami, dopo che questa gli aveva confessato di non averlo mai amato e di amare da sempre Yama. Il ragazzo capisce di essere stato ingannato, e si sente un idiota per aver fatto catturare l'equipaggio dell'Arcadia. Dopo un momento di esitazione, Yama decide di non starsene con le mani in mano e decide di liberare i pirati che altrimenti verrebbero giustiziati. 
Dopo aver liberato l'equipaggio e Meeme, vanno a liberare Harlock, trovandolo però debole e senza motivazioni per continuare. Yama gli mostra allora un fiore bianco, una varietà creata dalla madre, e che ora sta nascendo sulla Terra, segno che il pianeta è ancora vivo e sta lentamente rinascendo. L'uomo ritrova allora la grinta, e decide che il loro nuovo obiettivo sarà quello di far vedere la verità ai terrestri: una volta tornati in plancia, Yattaran riesce ad hackerare il sistema di satelliti per le comunicazioni sparsi in tutto l'Universo dalla stessa Coalizione Gaia, e Yama mostra allora in diretta a tutto l'Universo quale sia il vero aspetto della Terra, ma li informa anche che nuova vita sta rifiorendo sul pianeta e che questo non è quindi completamente perduto, perché un istante ripetuto molte volte diventa eterno e in ogni vita c'è dell'eternità.
Il Supremo, capo della Coalizione Gaia, dà a Ezra l'ordine di distruggere l'Arcadia, che ora si trova sulla stessa traiettoria della Terra, considerata ora inutile, dato che nessuno la vede più come un luogo inviolabile. Il delirante comandante torna a bordo dell'Arcadia, dove però ingaggia una cruenta battaglia fratricida con Yama, che causa tra l'altro al più giovane dei fratelli una ferita al volto che lo rende praticamente identico ad Harlock. Quando Yama sta per essere sopraffatto, Ezra viene ucciso da Harlock con un colpo di pistola, rivelando che però è riuscito a spostare il puntatore del Kaleido Star-System, che ora non è più in rotta di collisione con l'Arcadia e la Terra, spiegando a Yama che voleva vedere i fiori di Nami e della loro madre. Dopo averli visti il comandante muore sereno tra le braccia del fratello minore con il sorriso sulle labbra, avendo compiuto un atto estremamente rischioso, che però rivela in fondo la sua umanità e fragilità.
Avendo così scampato il pericolo, nella plancia di comando il Capitano dona a Yama una benda, segnando quindi un passaggio di ruolo, dicendogli che nell'Universo ci sarà sempre bisogno di un Capitano che sia simbolo di libertà e che mantenga l'ordine, e dicendogli che se l'uomo dovrà compiere qualche altra stupidaggine non deve esitare a far esplodere i Nodi Temporali. Il nuovo Capitano, Yama, è quindi pronto a portare avanti la sua missione a bordo dell'Arcadia, mentre il vecchio Capitano rimane al suo fianco per guidarlo in questo nuovo, importante compito, avendo davanti un futuro di lenta ma costante rinascita per il Pianeta e l'intero genere umano, ora libero dalla mercé della Coalizione Gaia.

## Accoglienza

### Incassi
Il film ha incassato 6687566 $ in Italia (che risulta il paese dove ha incassato di più al mondo, nonché il primo film anime per incassi), di cui 2760198 $ nella settimana di apertura. Globalmente, il film ha incassato 17137302 $, a fronte di un budget di 30 milioni di dollari, risultando così un flop clamoroso.